# Dicranota (Rhaphidolabis) tashepa
Dicranota (Rhaphidolabis) tashepa is een tweevleugelige uit de familie Pediciidae. De soort komt voor in het Oriëntaals gebied.